# Fabrizio Angileri
Fabrizio Germán Angileri (Junín, 15 marzo 1994) è un calciatore argentino, difensore del Corinthians.

## Caratteristiche tecniche
È un terzino sinistro.

## Carriera
Cresciuto nelle giovanili del Godoy Cruz, debutta in prima squadra il 9 febbraio 2013 subentrando al 63' a Gonzalo Castellani nel match pareggiato per 1-1 contro l'All Boys. Nel 2019 viene ceduto al River Plate

## Palmarès

### Club

#### Competizioni nazionali
- Copa Argentina: 1

River Plate: 2018-2019
- Supercopa Argentina: 1

River Plate: 2019

#### Competizioni statali
- Campionato paulista: 1

Corinthians: 2025

#### Competizioni internazionali
- Recopa Sudamericana: 1

River Plate: 2019